# Ida Lövgren
Ida Lövgren var en svensk operasångerska (sopran).
Lövgren var engagerad vid Operan i Stockholm under säsongen 1855–1856, där hon debuterade i titelrollen i Norma. Hon sjöng även Fidès i Profeten. Därefter var hon engagerad i Tyskland. 
Hon gifte sig 1860 med Herrmann Cesar som var operasångare vid Operan i Berlin. Hon och maken vara engagerade i bland annat Wien och Budapest.